# Sanusi Pane
Sanusi Pane né le 14 novembre 1905 à Sipongi et mort le 2 janvier 1968 à Jakarta, est un écrivain et journaliste indonésien.

## Biographie
Pane est né à Tapanuli, Indes orientales néerlandaises, dans une famille musulmane. Il a commencé ses études dans deux écoles primaires à Sibolga, avant de poursuivre au collège, d'abord à Padang, puis à Batavia (aujourd'hui Jakarta).,,,
Pane a continué à être actif dans les cercles littéraires, rejoignant le comité de rédaction de Panorama au début des années 1930, avec Liem Koen Hian, Amir Sjarifuddin et Mohammad Yamin,. Panorama était un journal appartenant à Siang Po Press, une maison d'édition appartenant au juriste et homme politique formé aux Pays-Bas Phoa Liong Gie,,
Avec Armijn, Adam Malik et Soemanang Soerjowinoto, le 13 décembre 1937, Pane fonda l'agence de presse Antara; après l'indépendance, Antara est devenue l'agence de presse officielle de l'Indonésie. De 1941 à 1942, Pane a édité le magazine Indonesia, publié par l'éditeur public Balai Pustaka.,,
Après la Japonais ont envahi les Indes, Pane est devenu le chef de l'Office central de la culture.
Pane est décédé à Jakarta le 2 janvier 1968. Avant de mourir, il a demandé que son corps soit traité à la manière hindoue; cependant, sa famille n'a pas accédé à la demande car elle estimait que cela irait à l'encontre des enseignements islamiques.